# Río Okanagan
El río Okanogan (del inglés: Okanogan River), llamado río Okanagan (del inglés: Okanagan River) en Canadá, es un afluente del río Columbia, de aproximadamente 185 kilómetros de largo, que discurre por el sur de la Columbia Británica y el norte central del estado de Washington. Drena una pintoresca región de meseta llamada el país de Okanagan (Okanagan Country) localizada al este de la cordillera de las Cascadas y al norte y oeste del río Columbia, y también la región de Okanagan de la Columbia Británica. El río en su discurrir atraviesa varios lagos —Skaha, Vaseux y Osoyoos—y en su parte canadiense ha sido canalizado desde mediados de la década de 1950.
El río es acompañado en todo su curso por una importante carretera transnacional, la ruta 97, tanto en la parte canadiense (BC 97) como en la estadounidense (US 97).
El valle del río fue seguido por una de las principales rutas históricas usadas en la época del comercio de pieles, la York Factory Express.

## Geografía

### Curso canadiense

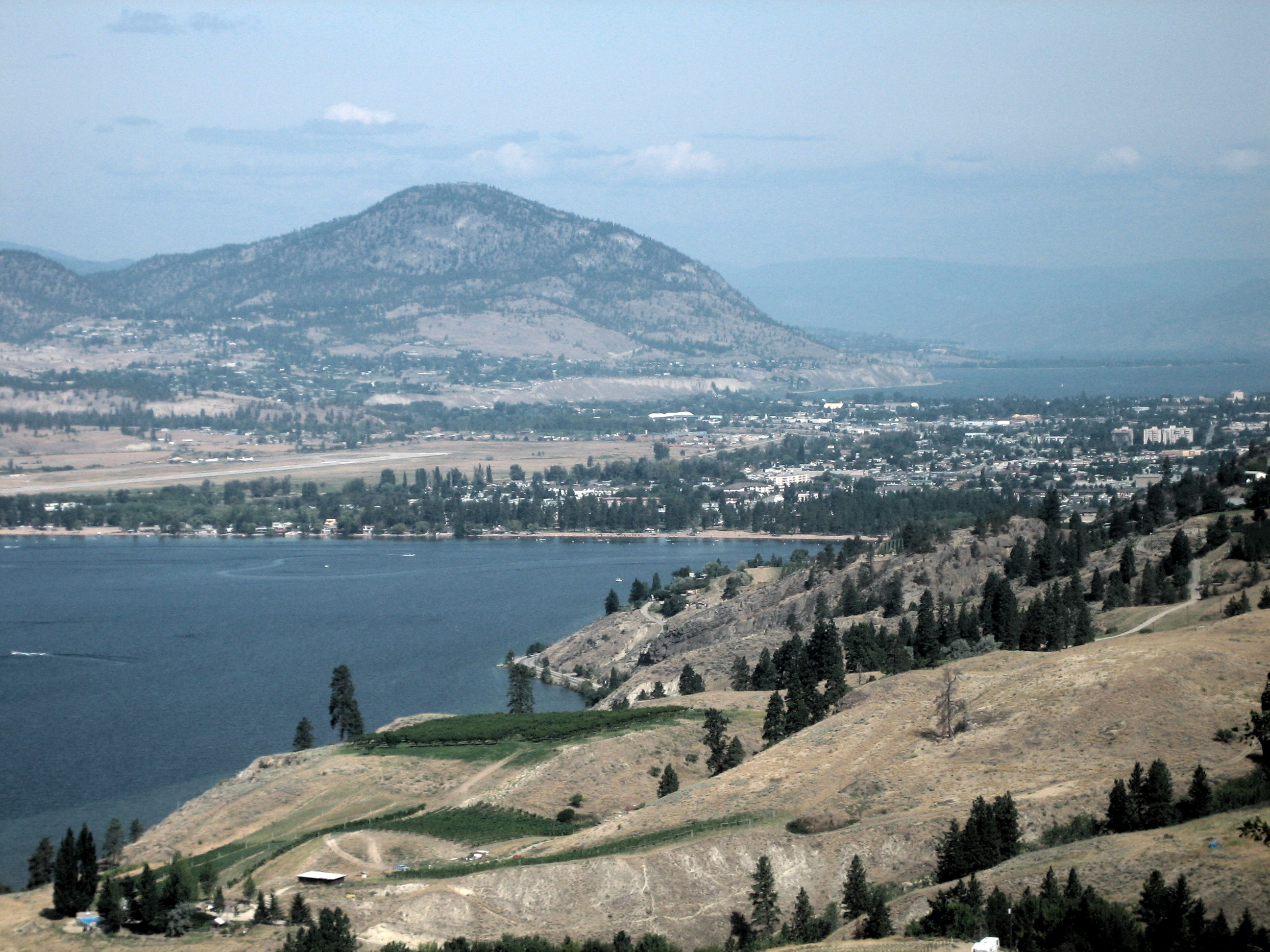
Vista aérea de Penticton: el lago Skaha se ve en primer plano y el lago Okanagan al fondo. También se ve la pista de aterrizaje del Penticton Regional Airport.

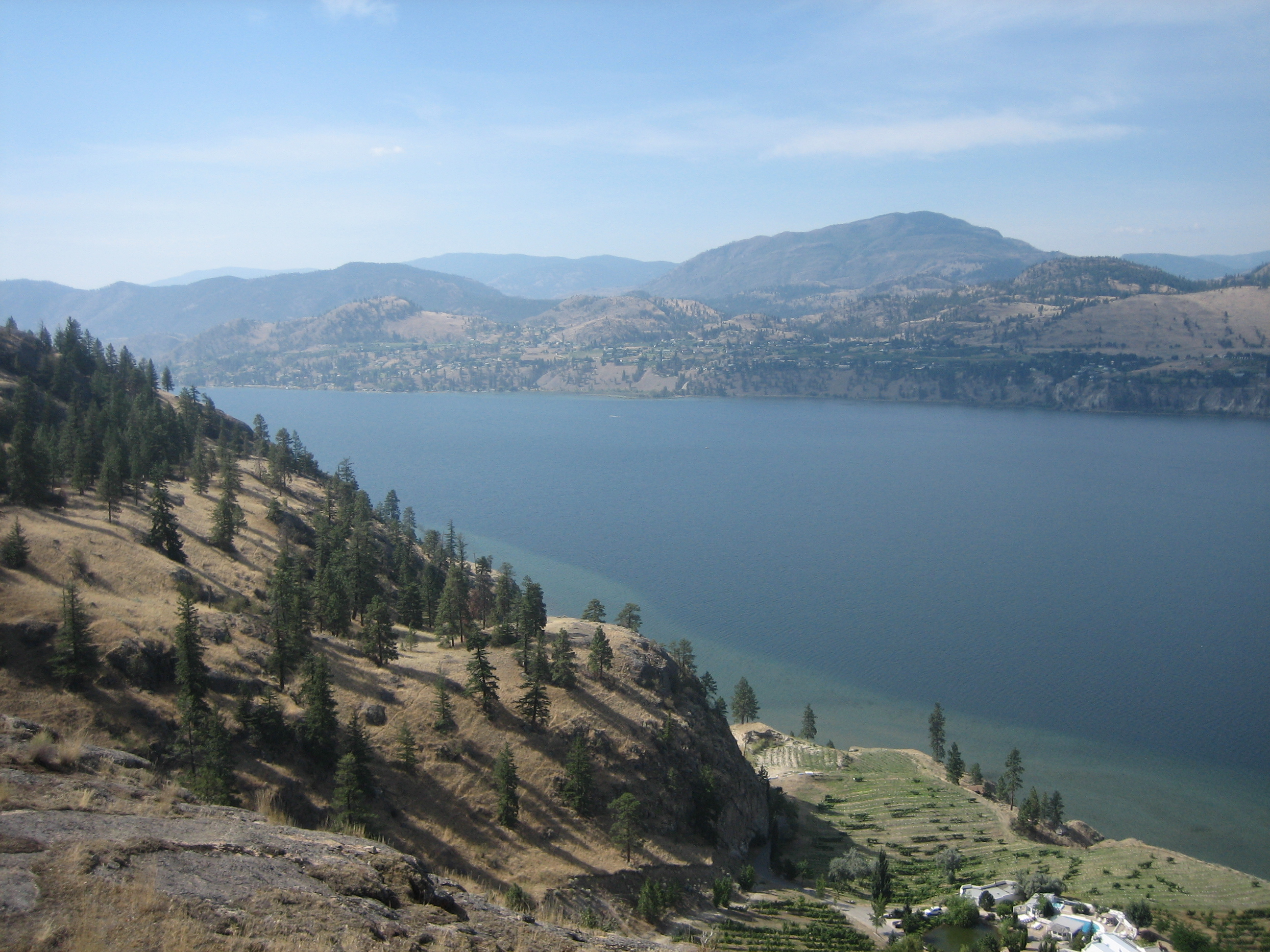
El lago Skaha.

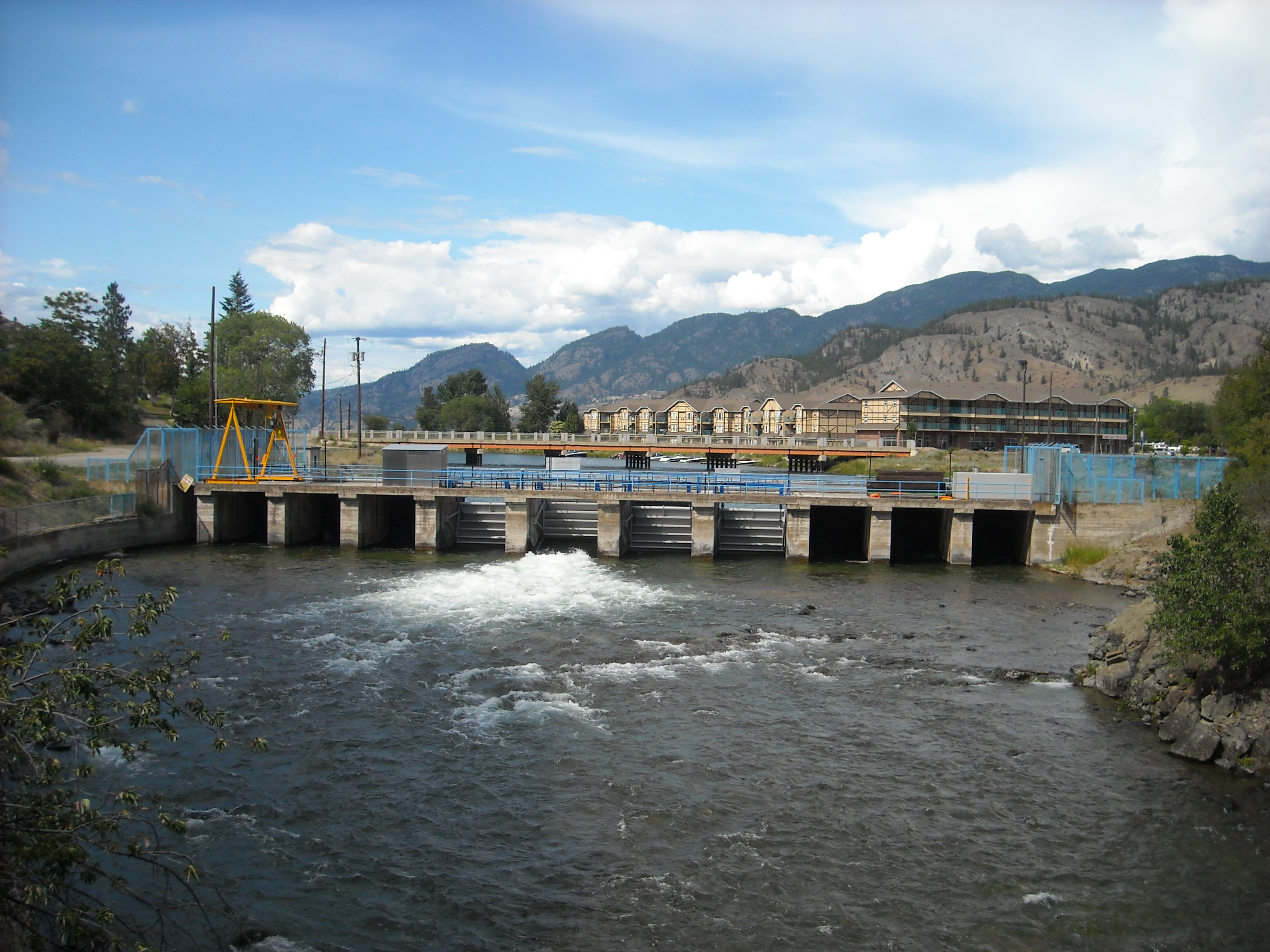
Las verdaderas cataratas Okanagan llevan mucho tiempo sumergida por las aguas del lago Skaha, que aumentó como resultado de la construcción de esta pequeña presa. La presa se encuentra justo al sur del puente a lo largo de la carretera 97 y es un componente vital del control de inundaciones y el riego de la región.

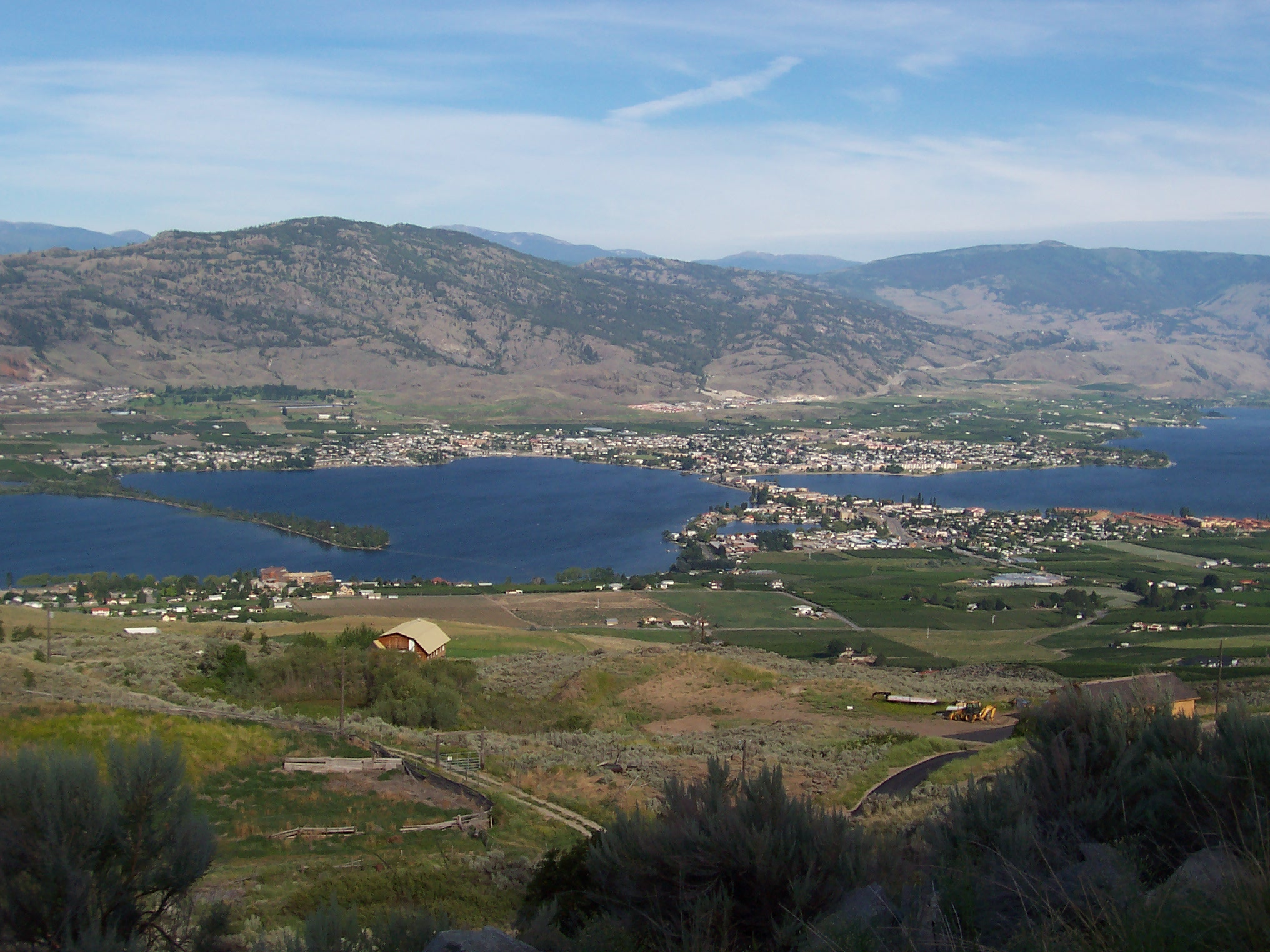
La ciudad de Osoyoos.

El río Okanogan nace nominalmente en el extremo sur del lago Okanagan del que es emisario, en el sur de la provincia canadiense de la Columbia Británica (donde se le conoce como río Okanagan) . El río en este primer tramo está canalizado y discurre enteramente por la ciudad de Penticton (31 909 hab. en 2006), emplazada entre el lago Okanogan, al norte, y el lago Skaha (de 20 km²), al sur. Tras cruzar los 11,8 km de longitud del lago Shaka, el río llega a la pequeña localidad de Okanagan Falls ( hab. en 2006), en el extremo sur del lago, cuyas cataratas originales han quedado sumergidas.
Sigue después el río su avance hacia el sur, entrando en el pequeño lago Vaseux, de apenas 3,8 km de longitud, cuyo nivel está regulado por la presa de McIntyre. Continua al sur y tras pasar la pequeña localidad de Oliver (4824 hab. en 2011), vuelve a entrar en otro lago, esta vez mayor, el lago Osoyoos (de 16 km de longitud  km²), que se extiende hasta la frontera Canadá-Estados Unidos. En la ribera occidental, y todavía en el lado canadiense, está la pequeña localidad de Osoyoos (4845 hab. en 2011).
En la parte canadiense del valle se han establecido varias áreas protegidas, como los parques provinciales de Christie Memorial (1965) y Skaha Bluffs, además de las áreas protegidas de White Lake Grasslands, de Vaseux, de South Okanagan Grasslands y de Anarchist.

### Curso estadounidense

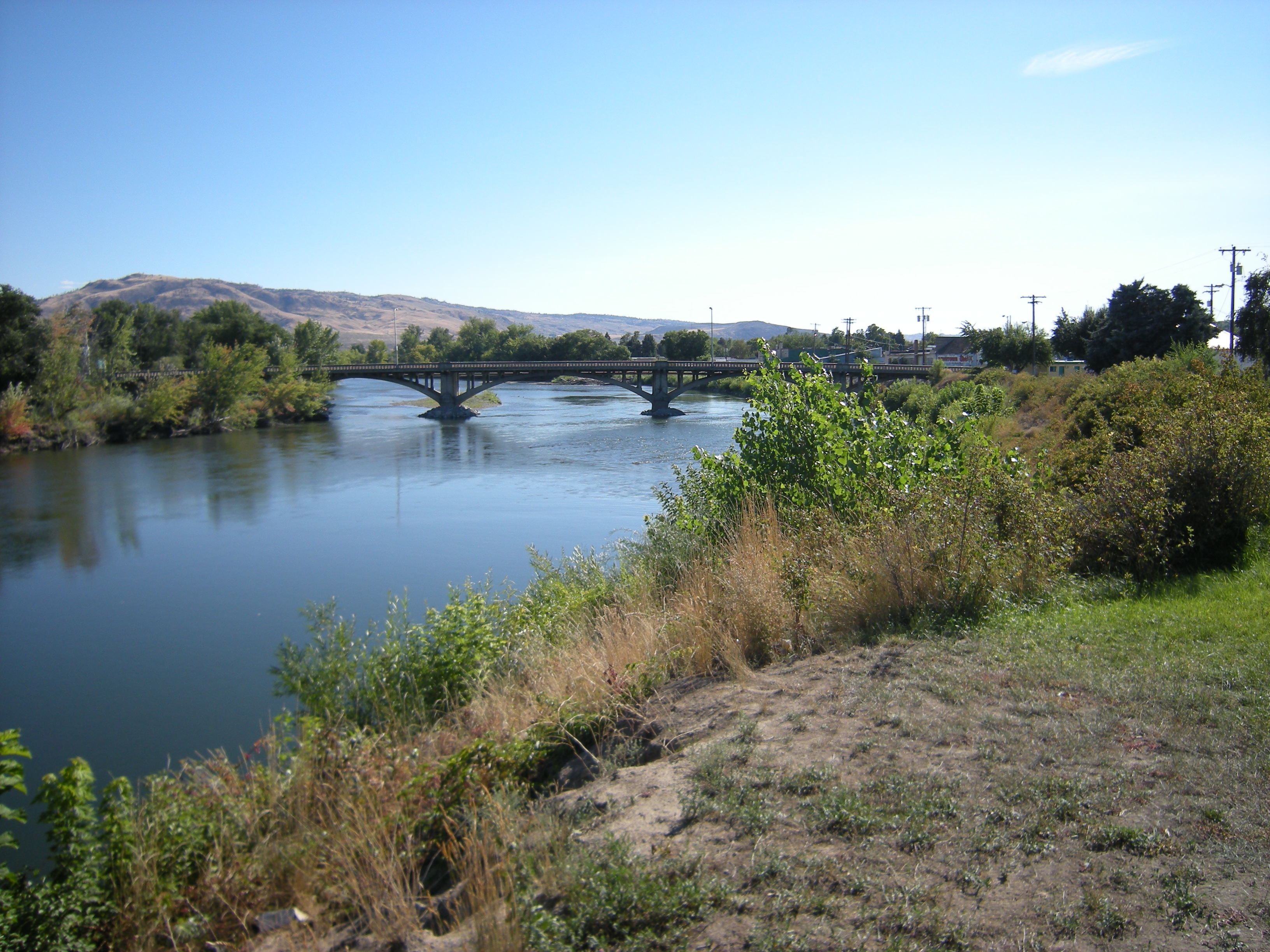
El río en Omak.

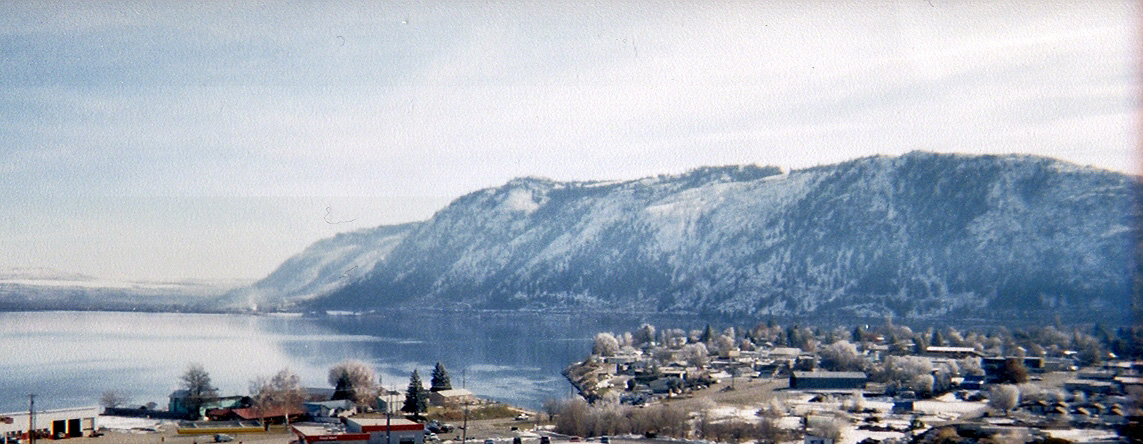
La ciudad de Brewster, en el Columbia, no lejos de la desembocadura del Okanogan.

En la frontera el nombre del río (y de la región y también el nombre de la meseta de Okanagan) cambia la ortografía de Okanagan a Okanogan. Ya en Estados Unidos, en el condado de Okanogan, en el extremo meridional del lago Osoyoos se encuentra la pequeña localidad de Oroville, en (1686 hab. en 2011).  El caudal medio anual del río en este punto es de 18,2 m³/s.
Desde Oroville el Okanogan fluye hacia el sur a través del condado de Okanogan, en un corto tramo con un curso típico de llanura, con numerosos meandros y brazos abandonados, donde recibe por la izquierda a su principal afluente, que llega del noroeste, el río Similkameen (197 km). Continua el río su avance hacia el sur, pasando por las pequeñas localidades de Omak (4845 hab. en 2010) y Okanogan (2552 hab. en 2010). Luego forma el límite occidental de la reserva india de Colville. Finalmente el río Okanogan desagua en el río Columbia por el norte, a unos 8 km al este de Brewster (2370 hab. en 2006), entre la presa de Wells (aguas abajo) y la presa Chief Joseph (aguas arriba). El embalse detrás de Wells Dam, en el que desemboca el Okanagan, el lago Pateros, se finalizó en 1967.

## Tributarios
El río Okanogan recibe el río Similkameen desde el oeste, cerca de Oroville. Recibe al arroyo Omak desde el este, cerca de Omak, al arroyo Tonasket desde el este, cerca de Oroville, y al arroyo Bonaparte en Tonasket, que fluye desde el lago Bonaparte cerca de Wauconda y también del valle Aeneas al oeste del río Sanpoil (113 km).  En ocasiones recibe el agua del arroyo Salmon en la ciudad de Okanogan pero gran parte del año esta agua es desviada para el riego.

## Historia
Los antiguos mapas de la época del comercio de pieles recogían el río Okanagan como el «río Caledonia», un nombre que se le daba por ser la ruta de enlace entre el Distrito de Columbia y el Distrito de la piel de Nueva Caledonia (que comenzaba al norte del lago Okanagan). Fort Okanogan, un puesto de comercio de pieles de la Compañía del Noroeste, se encuentra en la confluencia del río con el Columbia. Durante la fiebre del oro del cañón del Fraser Cañón Fraser Gold Rush de 1858-1859, las brigadas de mineros armados, a menudo en conflicto con los pueblos originarios de la región, recorrieron el camino de Okanagan y su rama occidental, el rastro Similkameen, a través del río. Después de que hubiesen cesado las hostilidades la ruta sigue siendo importante como la pata sur de la carretera a la fiebre del oro de Cariboo conocida entonces por su nombre en la era del comercio de la piel como la Brigada Trail.